# 945 a.C.

## Mortes
- Psusenes II - faraó do Egito.